# گروه بک
گروه بک (به انگلیسی: The Beck Group) از شرکت‌های بزرگ معماری و ساختمان‌سازی در تگزاس در آمریکا است.
این شرکت که در دالاس، تگزاس مرکزیت دارد، در سال ۱۹۱۲ تأسیس گردید.
به‌طور نمونه، ساختمان Hunt Consolidated Tower در دالاس (در تصویر)، طرحی از معماران این گروه ساختمان‌سازی برای یک شرکت نفتی است.